# Venere (astrologia)
Venere è il secondo pianeta del sistema solare in ordine di distanza dal Sole. In astrologia indica la capacità affettiva, i sentimenti, la sensibilità, la diplomazia, la sessualità, le inclinazioni ad attività artistiche nonché il talento musicale dell'individuo. In altre parole, Venere indica il modo di amare e il gusto estetico delle persone, per estensione del significato è anche il modo di curare se stessi. Indica anche la sorella, l'amante.

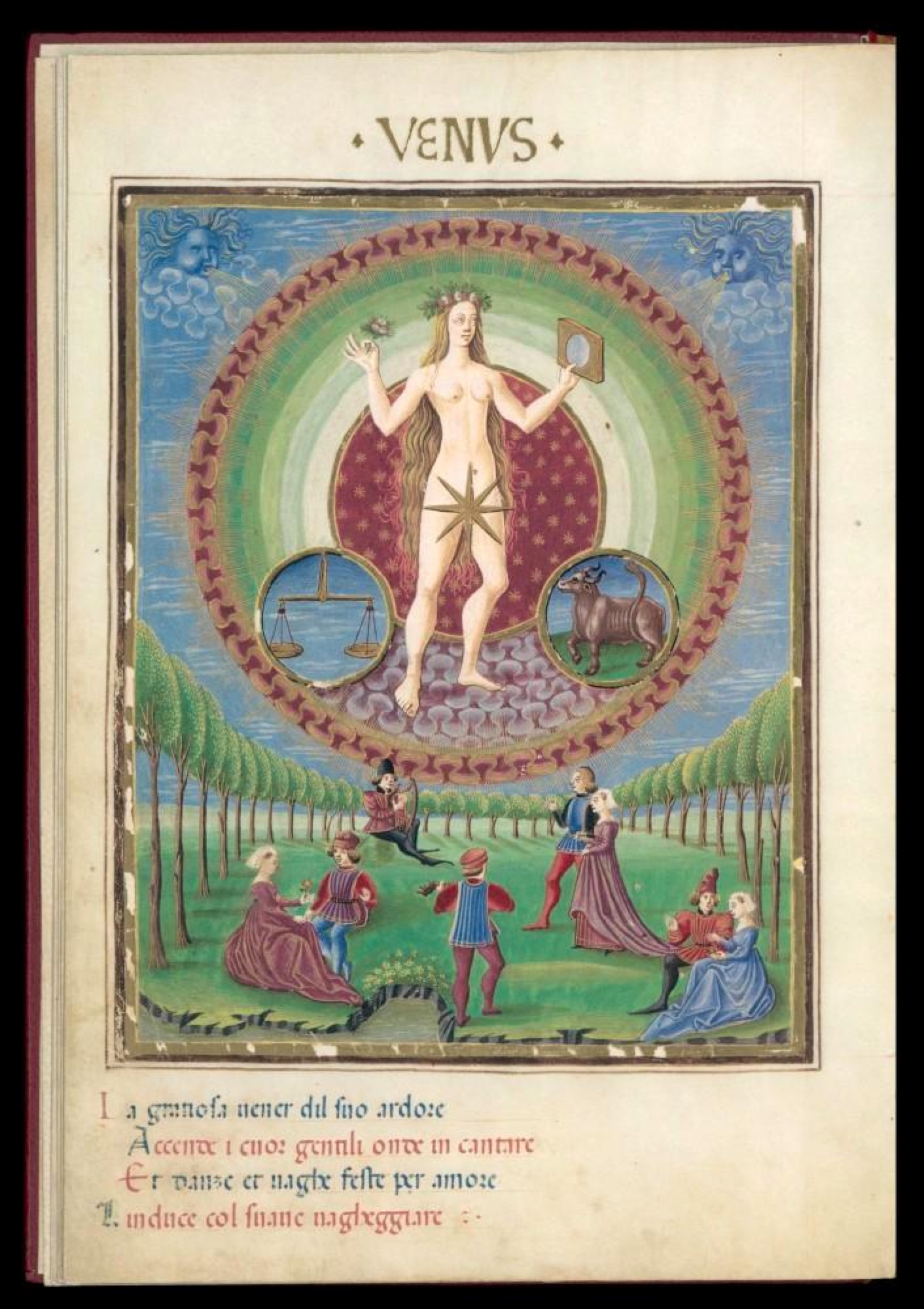
Illustrazione delle caratteristiche di Venere nel trattato De Sphaera

## Caratteristiche e posizioni

Simbolo astrologico di Venere, il cui ideogramma è passato a indicare il gamete femminile nelle scienze naturali.

Secondo l'astrologia, Venere è il pianeta governatore dei segni del Toro (domicilio notturno) e della Bilancia (domicilio diurno), con le relative case astrologiche (II e VII casa, case del denaro e delle relazioni personali). Nonostante gli aspetti antitetici di questi segni (il primo è deciso e godereccio, il secondo è indeciso e intellettuale), essi hanno comunque in comune il gusto per il bello e il lusso, il bisogno di amare e l'amore per le arti e la musica, e sono proprio queste le caratteristiche peculiari di tale pianeta.
Secondo l'astrologia tradizionale Venere è in esaltazione in Pesci, in esilio in Ariete e Scorpione, in caduta in Vergine.
Essendo il secondo pianeta del sistema solare dopo Mercurio, Venere si trova tra la Terra e il Sole. Per questo motivo, visto dalla Terra, si distanzia dal Sole per non più di 48° sul cerchio zodiacale. Visto che ogni segno occupa un angolo di 30° nella ruota dello zodiaco, ne deriva che Venere si trova sempre entro i 2 segni precedenti e i 2 successivi a quello del Sole. Sempre per la vicinanza al Sole, è molto facile che appaia retrogrado, ovvero che visto dalla Terra sembri indietreggiare sulla sua orbita rispetto alla sua direzione normale (in senso progrado) a causa del contemporaneo movimento della Terra intorno al Sole.
A livello anatomico è in relazione principalmente con i reni e gli organi sessuali.

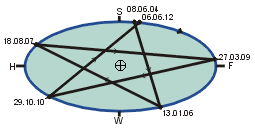
Il pentagramma disegnato da Venere secondo la visuale geocentrica della Terra, situata al centro di esso, e del cerchio tracciato dal Sole

### Archetipo della vita
Archetipo dell'amore e della vita, Venere nel suo percorso tra la Terra e il Sole disegna una stella a cinque punte perfettamente regolare, che i pitagorici, cultori della musica delle sfere, vedevano riflessa nelle forme vegetali della natura: ogni segmento del pentagramma infatti risulta suddiviso dagli altri in una sezione aurea, rinvenibile nei numeri e nelle geometrie delle piante.

## Venere nei segni
La posizione di Venere nel tema natale dell'individuo influenza il suo modo di amare, quindi di vivere le relazioni affettive con gli altri, a prescindere dal segno solare di nascita e talora in contrapposizione alle tendenze di quest'ultimo. Questo significa che la descrizione classica delle relazioni personali e dei talenti di un segno può non corrispondere completamente alla realtà per chi possiede Venere in un segno diverso.
Per esempio un Vergine eccezionalmente imprudente nell'iniziare una relazione ha molto probabilmente Venere in Leone, un Capricorno eccessivamente attratto sessualmente da uomini e/o donne, tanto da frenare a fatica l'eccitazione, ha sicuramente Venere in Scorpione, un Toro inaspettatamente infedele probabilmente ha una Venere in Gemelli.

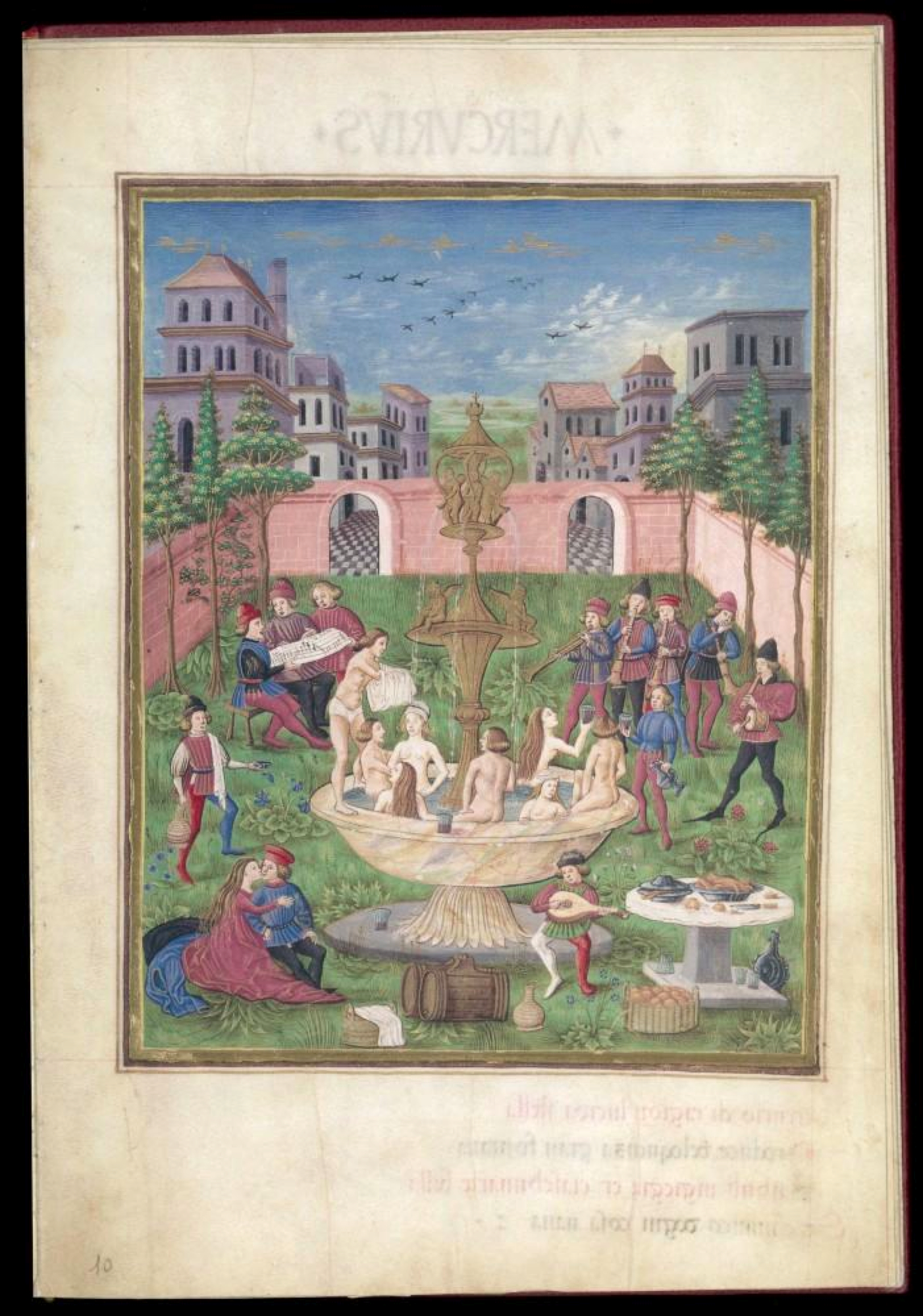
Fontana della giovinezza: rappresentazione delle attività governate simbolicamente da Venere

### Ariete
In Ariete, segno di fuoco e dell'impulsività, Venere è focosa ed irruente. La persona che ha questa posizione nel suo oroscopo si lascia trasportare nelle passioni amorose, a volte con più di una persona. La ricerca di partner che soddisfino questo desiderio è spesso affannosa e va dall'estasi estrema fino al tormento, poiché ci si lascia coinvolgere senza riflettere. In generale, le persone con Venere in Ariete appaiono impulsive, poco diplomatiche, e dispendiose nella gestione delle finanze. Trattandosi di una Venere dai tratti maschili (il segno dell'Ariete è governato da Marte), nelle donne questa posizione indica un forte bisogno di sesso. Questa posizione può anche indicare un matrimonio precoce.

### Toro
Venere in Toro si trova nel suo domicilio. Qui diventa molto sensuale e femminile. Cerca stabilità e costanza in amore, non è portata ai colpi di fulmine e il suo erotismo mira al piacere fisico più che alla trasgressione. Denota fortuna in campo finanziario.

### Gemelli
Venere in Gemelli è portata istintivamente alla seduzione, per il suo eloquio piacevole e le inclinazioni letterarie. Curiosa e spiritosa, si stanca facilmente delle relazioni troppo statiche e prevedibili.

### Cancro
Venere in Cancro è tra le più sensibili e vulnerabili. Nel rapporto di coppia cerca soprattutto affetto, intimità e protezione. Può avere un eccessivo bisogno di conferme e continue oscillazioni di umore. Questa posizione la rende un'ottima moglie e madre di famiglia.

### Leone
Venere in Leone esprime i propri sentimenti in maniera orgogliosa, con tratti altezzosi e spesso narcisistici. Si desidera essere amati unicamente ed incondizionatamente per quello che si è, ma si ricambia l'amore in maniera profonda e sincera. Può indicare inclinazione per la mondanità, per il lusso, e fortuna al gioco.

### Vergine
Venere in Vergine è mentale, idealista, puntigliosa, e diffidente. Può amare con grande tenacia, sebbene in maniera più fredda. È un segno in cui la ragione tende a prevalere sul sentimento. Bisognosa di costante rassicurazione, risponde tuttavia con stima assoluta ed amore instancabile laddove trovi un partner affidabile che sappia vedere la spiritualità anche negli aspetti più terreni. Può indicare un matrimonio con persona di ceto umile.

### Bilancia
Venere in Bilancia è nel suo domicilio secondario, ed esprime tutte le sue caratteristiche di eleganza e desiderio di piacere. Denota amore per la giustizia, ma anche possibile vanità, lussuria e prodigalità, oltre ad un matrimonio precoce.

### Scorpione
La Venere in Scorpione dona un'elegante sensualità ed un misterioso fascino, soprattutto alle donne, ma in negativo chi ha la Venere in questo segno tende ad amare troppo ardentemente il proprio partner, a tal punto da farsi del male. Essendo un segno fisso è tra i più fedeli dello zodiaco, sebbene possa denotare gelosia e storie d'amore tormentate.

### Sagittario
La posizione di Venere in Sagittario apporta successo e fortuna in numerosi campi. Il soggetto risulta generoso, simpatico, mosso da nobili ideali, e amante della spiritualità.

### Capricorno
Con Venere in Capricorno il sentimento si sviluppa nel tempo, partendo con molta lentezza. Si può arrivare ad avere rapporti molto solidi e duraturi, ferma restando la difficoltà di lasciarsi andare.

### Acquario
Venere in Aquario dona un bisogno di libertà nelle relazioni, che vengono viste come prigioni per ogni individuo che possiede questa Venere; l'amore in questo segno viene visto come amicizia e l'amicizia come amore. Il soggetto mostra inclinazioni artistiche e attrazione per le novità e gli ideali sociali.

### Pesci
Venere in Pesci appare dolce, compassionevole, fantasiosa, emotiva e altruista, sebbene nel complesso umile e riservata. Può denotare superficialità sentimentale, o propensione alle relazioni segrete.